# مهرزمین
مهرزمین، روستایی است در بخش قاهان شهرستان جعفرآباد در استان قم ایران است.
زبان مردم روستای مهرزمین خلجی و ترکی می‌باشد.
خاندان های معروف روستای مهرزمین عبارتند از:سرمدی
کوسه لر، متقی، شعبانی، تراب،بداغی،الله تقی ،معینی پویا ،صادق لو، شاهوند  

## جمعیت
این روستا در دهستان قاهان قرار دارد و براساس سرشماری مرکز آمار ایران در سال ۱۳۸۵، جمعیت آن ۴۷۹ نفر (۱۲۷خانوار) بوده‌است.